# Plusiodonta effulgens
Plusiodonta effulgens är en fjärilsart som beskrevs av H. Edwards 1884. Plusiodonta effulgens ingår i släktet Plusiodonta och familjen nattflyn. Inga underarter finns listade i Catalogue of Life.